# In the Beginning (Rick Wakeman)
In the Beginning (In den beginne) is een muziekalbum van Rick Wakeman uit 1990.
Hij nam het album op voor zijn vriend Dan Wooding. De opnamen vonden nu eens niet plaats op het eiland Man maar in Newport Beach (Californië). Wakeman componeerde muziek bij Bijbelteksten, die werden voorgedragen door zijn toenmalige echtgenote Nina Carter. Het album is moeilijk te verkrijgen, behalve in de Verenigde Staten. Bij Amazon.com kostte het album nauwelijks 2 Amerikaanse dollars (2010). Wakeman schreef zelf dat het een van de albums van hem is die het minst kostten; alleen hij speelde en zijn vrouw sprak. Later deelde Wakeman mee dat er zeker geen heruitgave komt van dit album; in 2000 werd hij door diezelfde vrouw uit huis gezet. De relatie is anno 2010 nog niet genormaliseerd.

## Tracklist
| Nr. | Titel                | Duur  |
| --- | -------------------- | ----- |
| 1.  | The creation         | 6:25  |
| 2.  | The Ten Commandments | 7:09  |
| 3.  | Jericho              | 6:48  |
| 4.  | David and Goliath    | 11:46 |
| 5.  | The 23rd Psalm       | 1;39  |
| 6.  | Jonah                | 5:38  |
| 7.  | Parables             | 9:16  |
| 8.  | The betrayal         | 10:46 |
| 9.  | God, the word        | 1:42  |
| 10. | Warnings             | 4:53  |

## Bron
- Wakeman website
- Amazon.com (27.06.2010)